# حوادث اطراف خانه
حوادث اطراف خانه (انگلیسی: Incidents Around the House) یک فیلم ترسناک فراطبیعی آمریکایی به کارگردانی راب سَوِج و نویسندگی نیثن الستن است. این فیلم بر پایهٔ رمان سال ۲۰۲۴ نوشتهٔ جاش مالرمن است. جسیکا چستین، جی دپلاس و دیچن لاچمن در این فیلم ایفای نقش می‌کنند. جیمز وان نیز تهیه‌کنندگی فیلم را از طریق شرکت اتومیک مانستر بر عهده دارد. اکران این فیلم توسط یونیورسال پیکچرز برای ۸ مه ۲۰۲۶ در ایالات متحده برنامه‌ریزی شده است.

## خلاصه داستان
قدرتی مرموز و فراطبیعی با ماهیتی ناشناخته به نام «مامان دیگر» ناگهان زندگی دختربچه‌ای بسیار کم‌سن را تهدید می‌کند و شروع به تسخیر خانهٔ او و خانواده‌اش می‌نماید.

## بازیگران
- جسیکا چستین
- جی دپلاس
- دیچن لاچمن

## تولید
در آوریل ۲۰۲۵ اعلام شد که اقتباسی از رمان حوادث اطراف خانه در دست ساخت قرار دارد. در این پروژه، راب سوج به‌عنوان کارگردان، نیثن الستن به‌عنوان فیلم‌نامه‌نویس و جسیکا چستین در نقش اصلی حضور دارند. در ماه مه نیز اعلام شد که جی دپلاس به گروه بازیگران پیوسته است. دیچن لاچمن نیز در ماه ژوئن به جمع بازیگران اضافه شد.

## فیلم‌برداری
فیلم‌برداری اصلی از ۱۲ مه ۲۰۲۵ در دوبلین، ایرلند آغاز شد.

## انتشار
اکران این فیلم توسط یونیورسال پیکچرز برای ۸ مه ۲۰۲۶ در ایالات متحده برنامه‌ریزی شده است.
حوادث اطراف خانه قرار است در تاریخ ۸ مهٔ ۲۰۲۶ توسط یونیورسال پیکچرز در ایالات متحده اکران شود.